# スペースX CRS-29
SpX-29としても知られるスペースX CRS-29は、2023年11月10日に打ち上げられた国際宇宙ステーション（ISS）への商業補給サービスミッション。このミッションはNASAによって契約され、スペースXがカーゴドラゴンC211を使用して飛行する。これは、NASAのCRSフェーズ2の下でスペースXが運行する9回目の飛行となる。

## カーゴドラゴン
スペースXはカーゴドラゴンを最大5回まで再利用する予定である。カーゴドラゴンは船内の宇宙飛行士を守るために必要なスーパー・ドラコ緊急脱出エンジン、座席、操縦装置および生命維持装置なしで打ち上げられた。ドラゴン2は、ドラゴン1に対して再改修時間を短縮して飛行間隔を短縮するなどの改良が加えられている。
NASAのCRSフェーズ2契約下での新しいカーゴドラゴンカプセルは、フロリダ州東方の大西洋に着水する予定である。

## 打ち上げ
当初、NASAとスペースXは、スペースXにとって29回目の国際宇宙ステーションへの商業補給サービスミッションを2023年11月6日（日曜日）の02:01 UTCまでに打ち上げることを目標にしていた。打ち上げ日は、NASAのサイキがNASAのケネディ宇宙センター、LC-39Aから10月13日にスペースXのファルコンヘビーで打ち上げられたあとで、チームがどれだけ早く打ち上げパッドの準備を完了させられるかで変動する。ファルコン9とカーゴドラゴン宇宙船は、2023年11月10日の01:28:14 UTCにLC-39Aから打ち上げられた。第1段はT+2:21に分離し、T+7:36に着陸ゾーンLZ-1に着陸した。第2段はT+8:33に燃焼を終了し、T+11:46にドラゴン宇宙船が第2段から分離した。

## ペイロード
NASAはCRS-29ミッションのためにスペースXと契約を結んでおり、これに従ってカーゴドラゴンの主要ペイロード、打ち上げ日および軌道パラメーターを決定した。
スペースX CRS-29は2,950 kg (6,500 lb)以上の貨物を輸送し、そのうちの2,381 kg (5,249 lb)が梱包された与圧貨物であり、569 kg (1,254 lb)が日与圧貨物だった。
- 科学調査： ~1,012 kg (2,231 lb)
- 宇宙船ハードウェア： ~491 kg (1,082 lb)
- 乗組員の補給物資： ~681 kg (1,501 lb)
- 船外活動装備： ~48 kg (106 lb)
- コンピューター資材： ~46 kg (101 lb)

## 科学研究
さまざまな実験機材が軌道上の研究室に届けられ、研究者に貴重な洞察を提供する。
スペースXのドラゴンは、国際的なクルーに向けて新しい科学調査、食糧、補給品、機材を届ける。これらの研究には地球の天候と宇宙とのレーザー通信における相互作用を理解する研究が含まれている。NASAの大気波動実験（AWE）では、地球の上層大気と宇宙を通るエネルギーの流れを理解するために大気重力波（強烈な雷雨や、ハリケーンの発生などの地球の気象擾乱によって形成される強力な波動）を研究する。もう一つの実験である統合レーザー通信リレー実証低軌道ユーザーモデムおよび増幅器端末（Integrated Laser Communications Relay Demonstration Low-Earth-Orbit User Modem and Amplifier Terminal、ILLUMA-T）は、宇宙ステーションから地表への高速データレートのレーザー通信をテストする。これによって、高解像度データを2021年12月に開始されたNASAのレーザー通信リレー実証ことによるNASAの初めての双方向エンドツーエンドレーザーリレーシステムが完成する。これは実運用に移る前にISS上で6か月試験される予定である。
この補給ミッションとともに開始される他の調査には、水のリサイクルと回収のために自然界に存在するタンパク質を使用して水の濾過をテストするESA（欧州宇宙機関）のアクアメンブレン-3や、複数の遺伝子型のトマトを使用して、植物の防御反応に対する宇宙飛行の影響を評価するPlant Habitat-06が含まれる。
Redwire は、心臓組織のバイオプリンティング実験を含む、医薬品開発と再生医療に焦点を当てた微小重力研究ペイロードを開始する予定となっている。